# Malabaila pumila
Malabaila pumila är en flockblommig växtart som beskrevs av Pierre Edmond Boissier. Malabaila pumila ingår i släktet Malabaila och familjen flockblommiga växter. Inga underarter finns listade i Catalogue of Life.